# Conacul Bartsch din Sălard
Conacul Bartsch este un monument istoric aflat pe teritoriul satului Sălard, comuna Sălard, județul Bihor. În Repertoriul Arheologic Național, monumentul apare cu codul 31020.05.

## Localitatea
Sălard (în maghiară: Szalárd) este satul de reședință al comunei cu același nume din județul Bihor, Crișana, România. Este situat de-o parte și de alta a râului Barcău. Prima mențiune documentară este din anul 1291.

## Istoric și trăsături
Clădirea conacului a fost construită la sfârșitul secolului al XIX-lea de familia Bartsch, în mijlocul unui parc dendrologic. Este formată din subsol și parter, construit în forma literei „U”. Intrarea în imobil se face pe o scară, care are o balustradă ornată, din fier forjat. Imobilul are în fațadele laterale ferestre cu închideri drepte. Fațada principală este flancată de un portic cu trei ferestre, iar fatada din spate are o terasă, cu scări care duc la intrarea în clădire. În prezent în clădire funcționează un azil pentru persoane vârstnice.

## Imagini

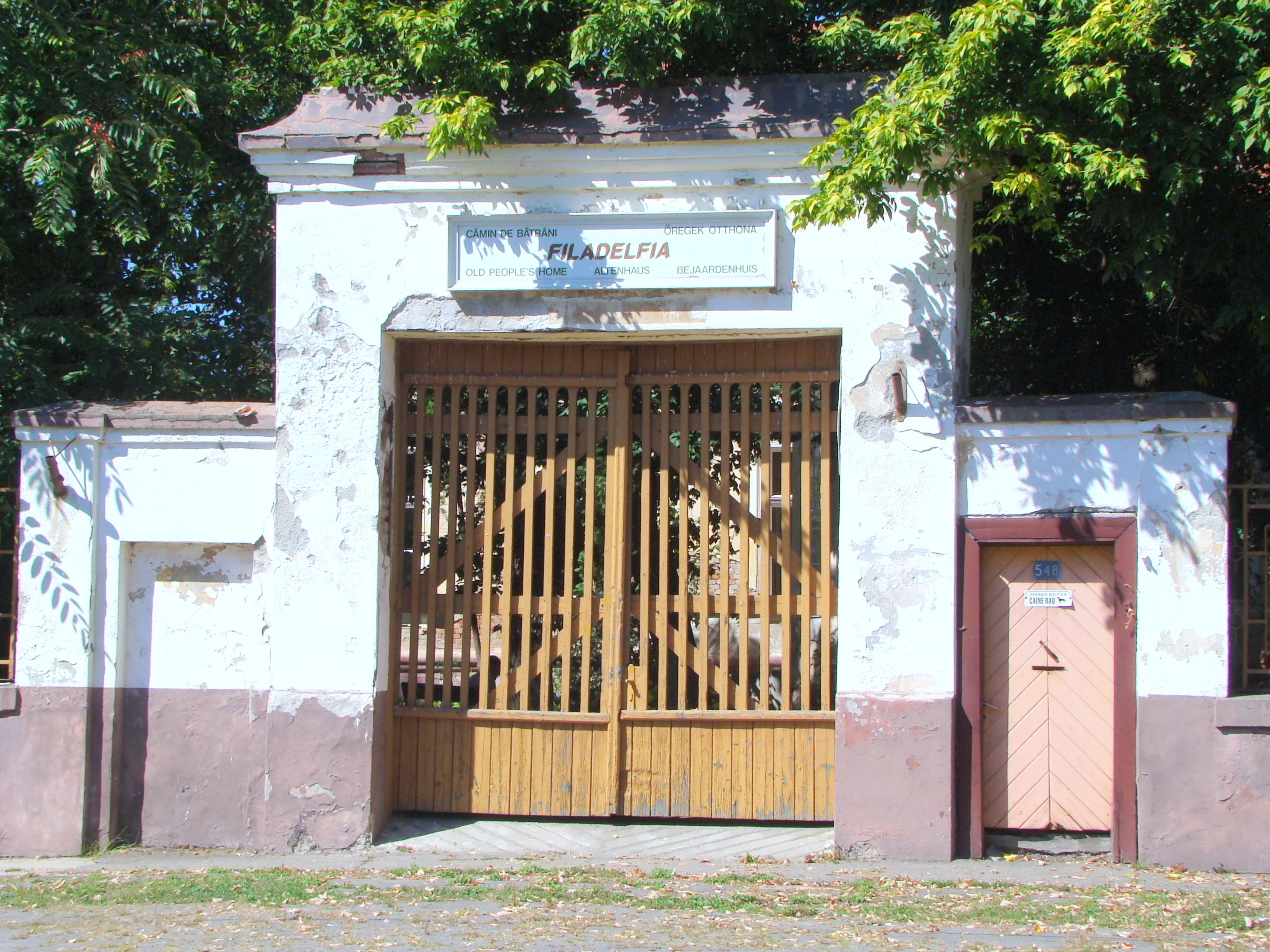
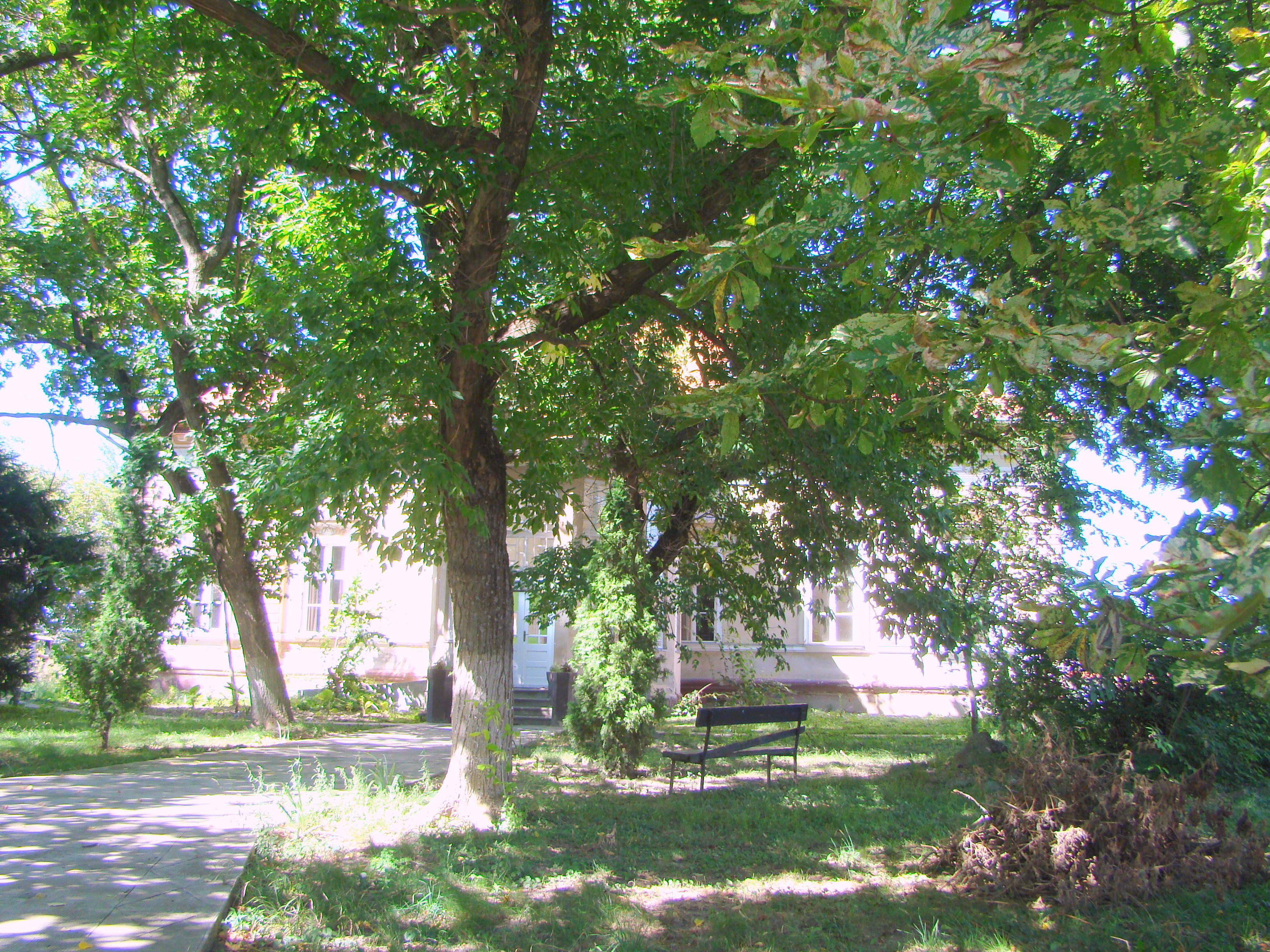
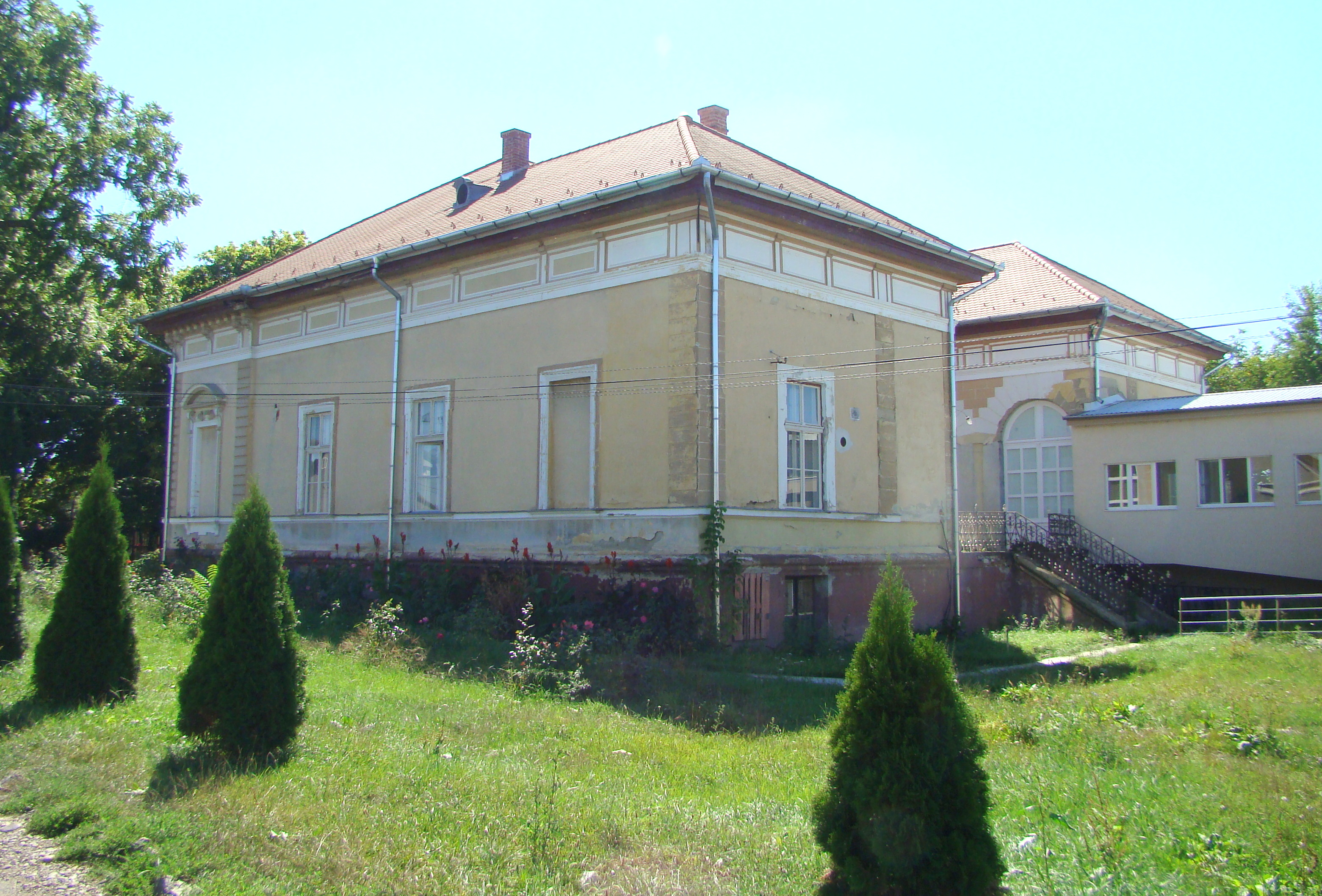
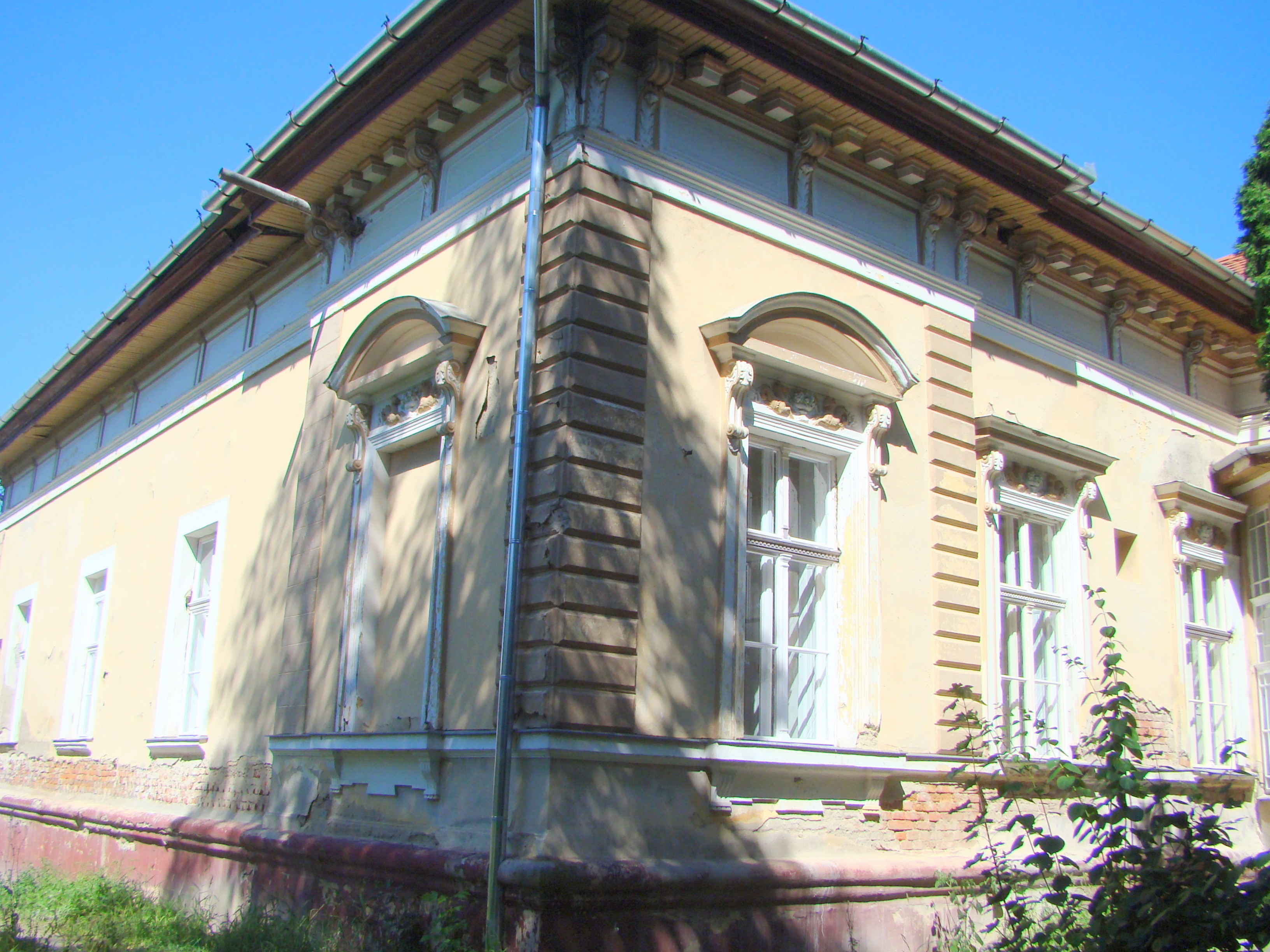
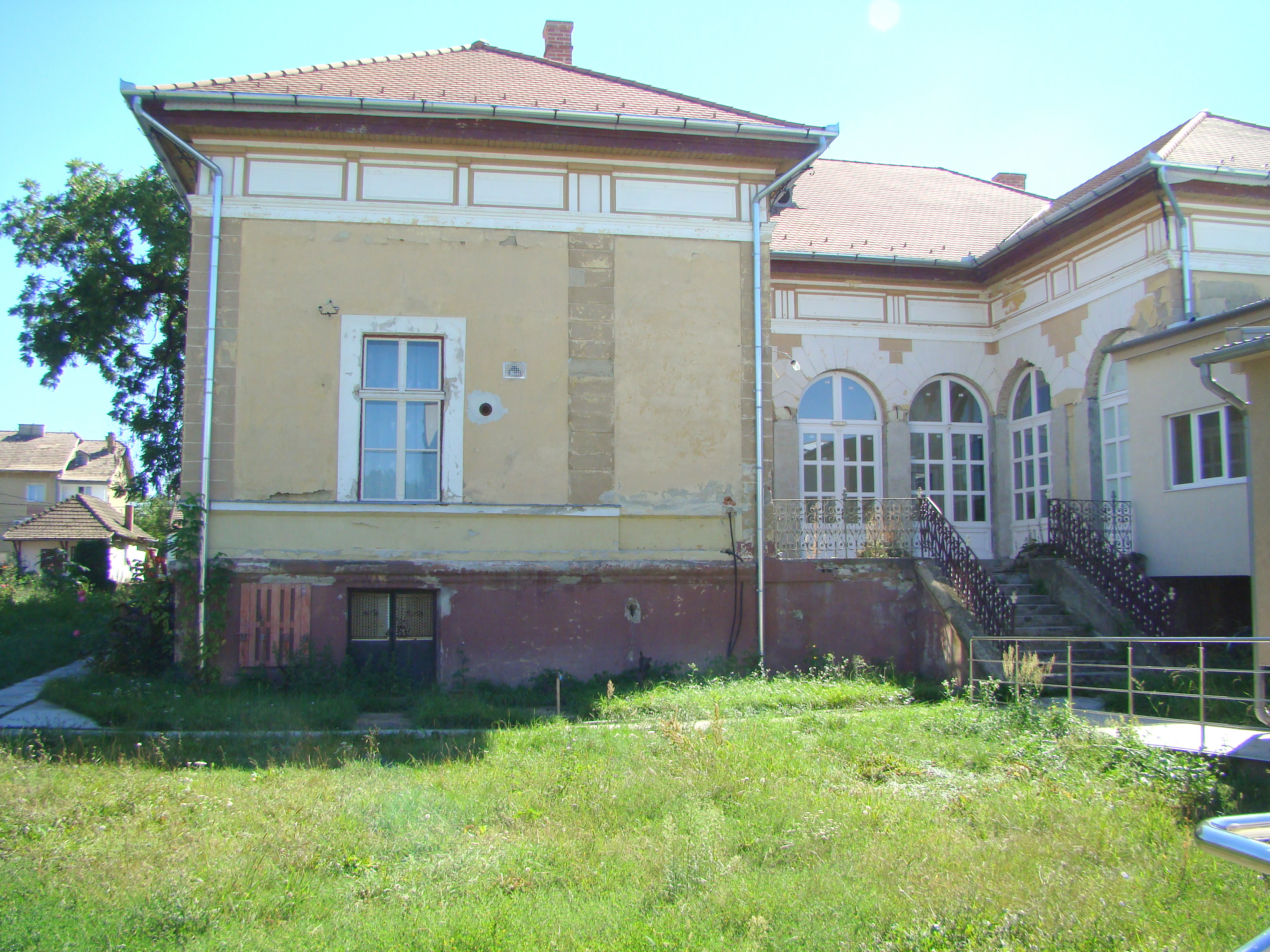
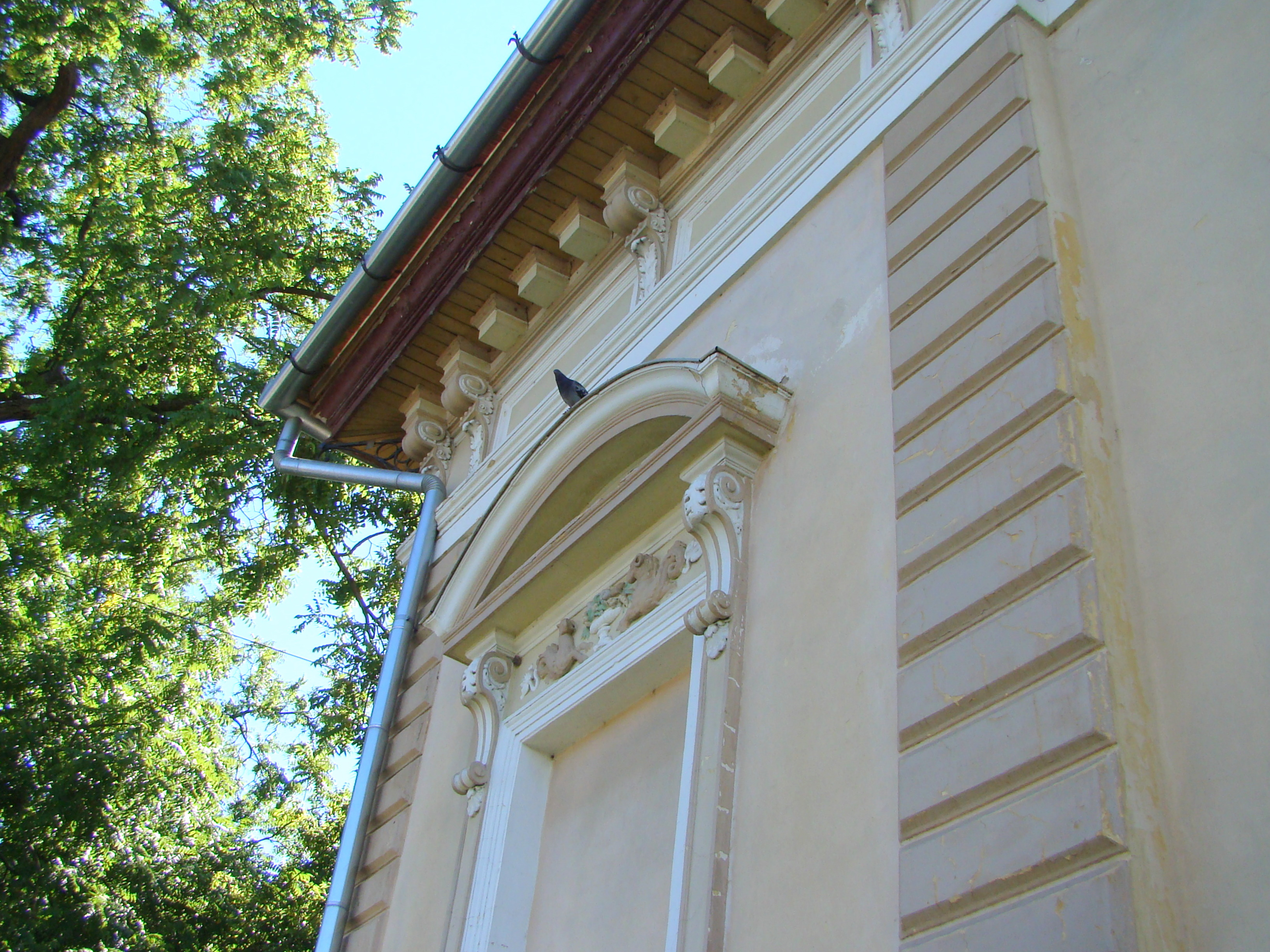
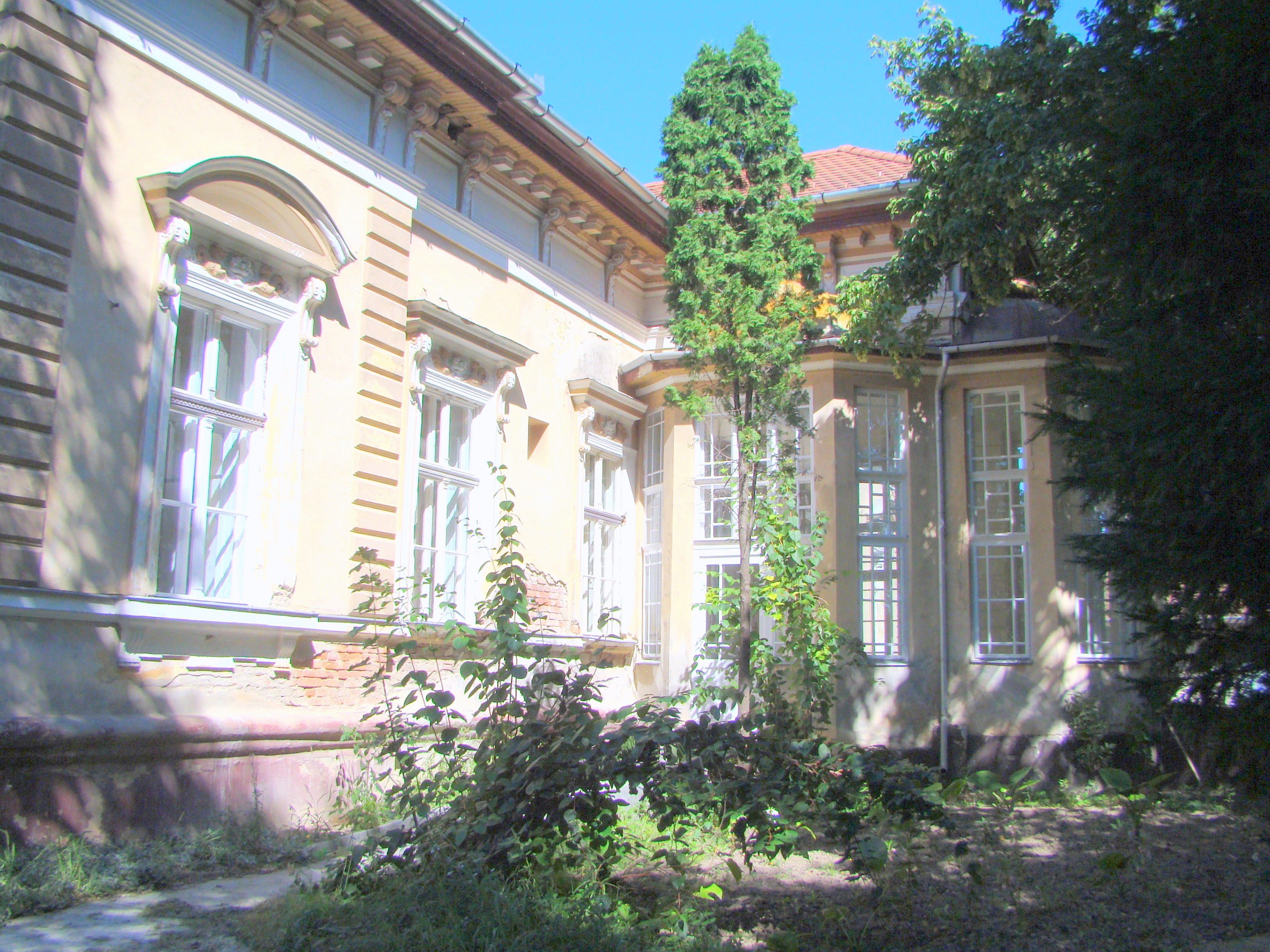
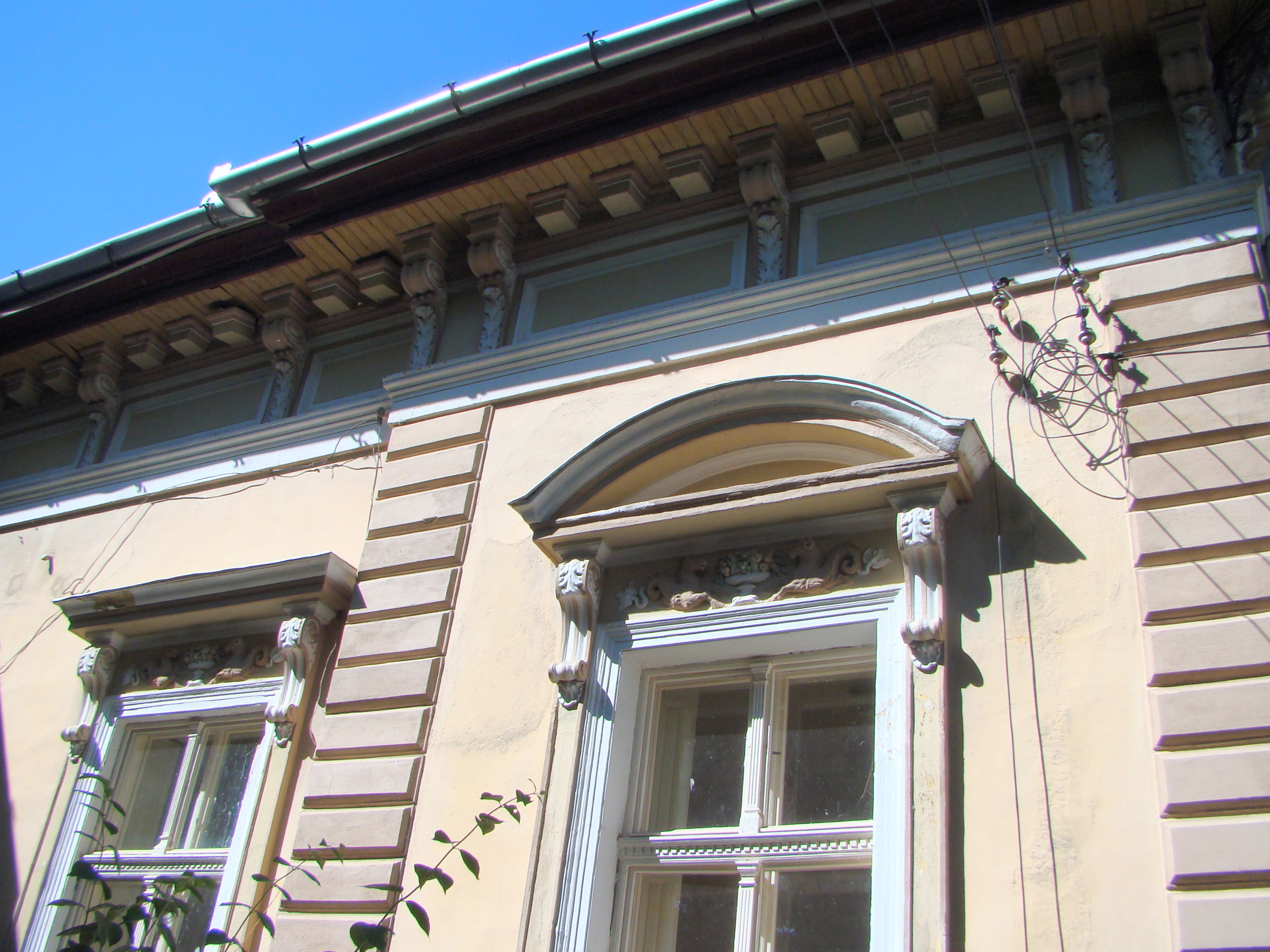
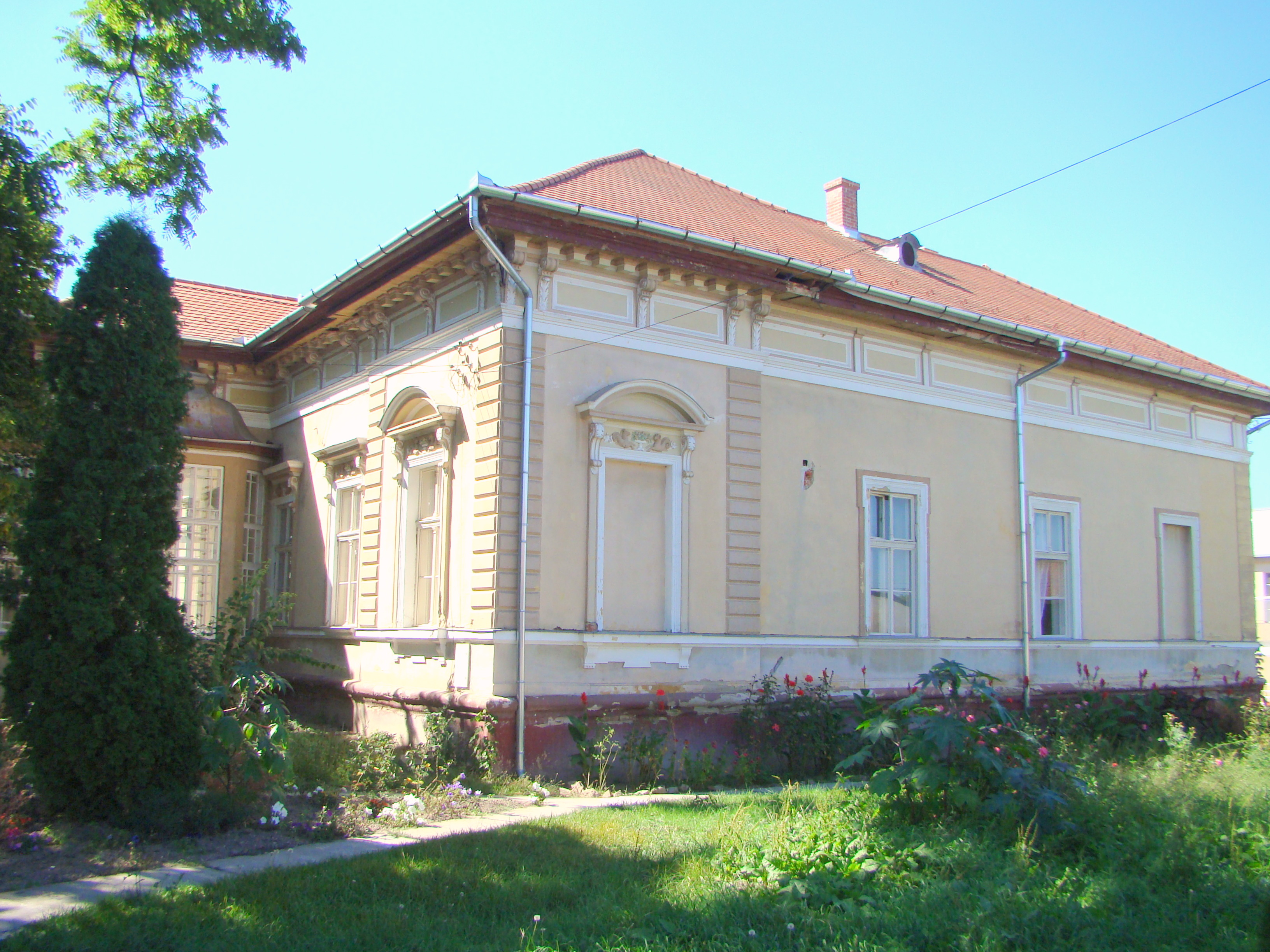
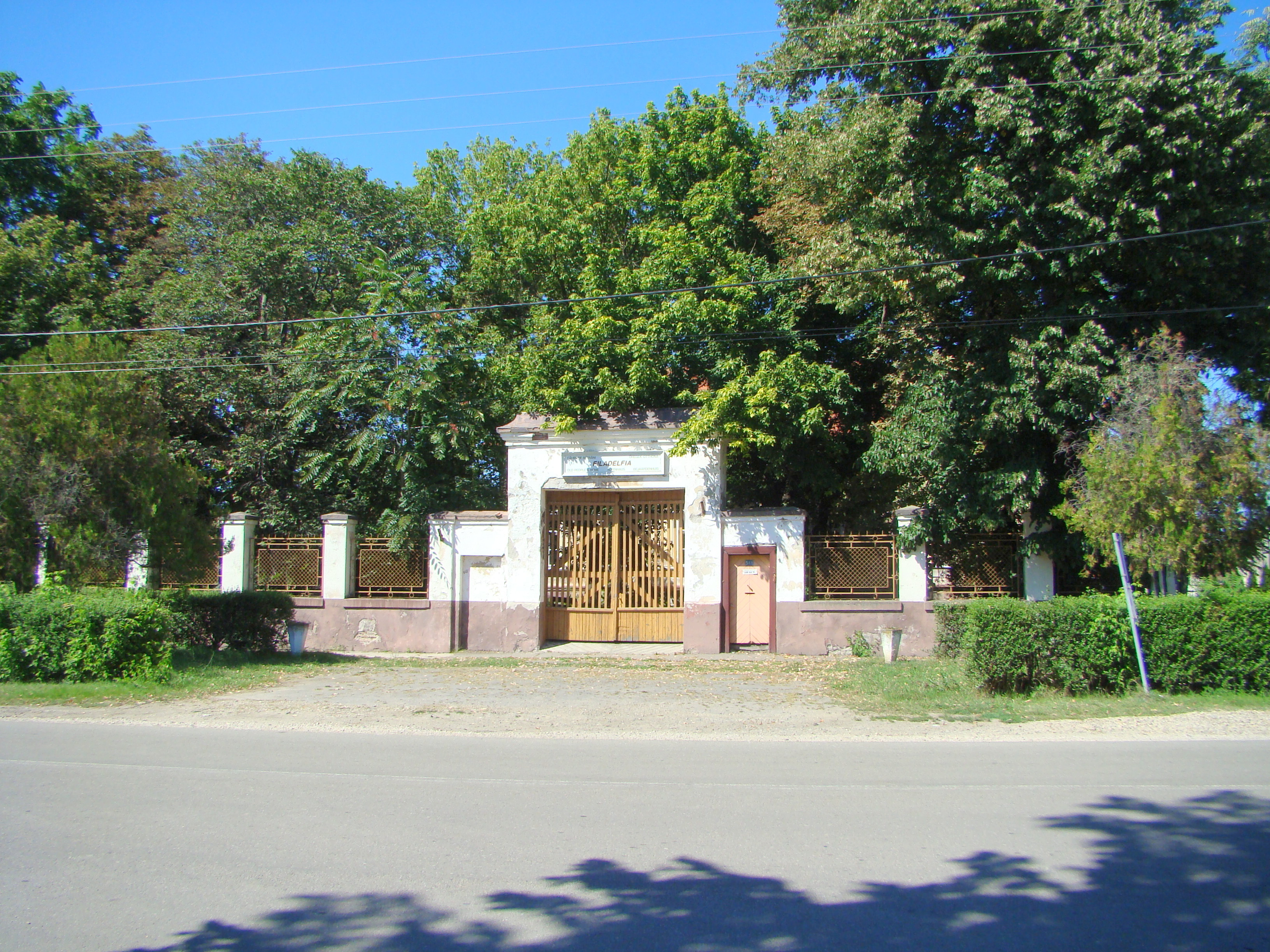